# Ассоциированные школы ЮНЕСКО
Ассоциированные школы ЮНЕСКО (UNESCO Associated Schools Project Network, ASPnet) — учебно-воспитательные учреждения, сотрудничающие с ЮНЕСКО в рамках соответствующих национальных программ в распространении миротворческих идей, нравственных и духовных ценностей.
Проект «Ассоциированные школы ЮНЕСКО» начат по инициативе ЮНЕСКО в 1953 году. В цели проекта входит распространение информации об ООН и ЮНЕСКО, изучение и сохранение культурного и природного наследия, изучение прав человека и ребёнка, формирование установок толерантного поведения. СССР включился в движение ассоциированных школ в 1966 году.
Ассоциированные школы самостоятельны в выборе форм и содержания учебной и внешкольной работы. Информация о деятельности ассоциированных школ обобщается секретариатом ЮНЕСКО.
В организации Ассоциированные школы ЮНЕСКО в более чем 180 государствах мира насчитывается свыше 9,5 тысяч ассоциированных школ и других учебных заведений, в том числе в России в настоящее время свыше 260 (школы, гимназии, ПТУ, техникумы, педагогические институты и др.). Национальным координатором проекта является Нэлла Матвеевна Прусс, ректор Университета управления «ТИСБИ», заведующая Международной кафедрой ЮНЕСКО.